# Liste evangelisch-augsburgischer Gemeinden in Kongresspolen
Die Liste evangelisch-augsburgischer Gemeinden in Kongresspolen erfasst die lutherischen Superintendenturen und Kirchspiele im Königreich Polen mit dem Stand von 1865. Die Schreibweise der Ortsnamen ist die historische, damals übliche.
Mit dem Gesetz vom 8./20. Februar 1849 wurden alle evangelisch-lutherischen Gemeinden Kongresspolens dem Warschauer Konsistorium unterstellt. Dieses Konsistorium bestand aus einem weltlichen Präsidenten und einem geistlichen Vizepräsidenten (= Generalsuperintendent) sowie je zwei geistlichen und weltlichen Beisitzern. Angehende Pfarrer der evangelisch-augsburgischen Kirche Polens mussten in Dorpat oder Helsinki studiert haben, worauf sie das Fakultätsexamen und die Konsistorialexamina ablegten.

## Superintendentur Warschau
Die Superintendentur Warschau wurde 1828 durch kaiserlichen Ukas gegründet. Superintendenten waren:
- Karl Lauber 1828–1835
- Ludwig Teichmann 1835–1838
- Adolph Julius Theodor von Ludwig seit 1838, zugleich Generalsuperintendent

| Bild | Kirchspiel                    | Gemeindeglieder (1865) | Kirchengebäude | Gründung                  | Beschreibung |
| ---- | ----------------------------- | ---------------------- | --- | ------------------------- | --- |
|      | Warschau, St. Trinitatis      | 11.2300                | Trinitatiskirche, Kirchweihe 30. Dezember 1781. | 1775                      | Warschau war im 18. Jahrhundert zunächst Filial von Wengrow, selbständig seit 1775. Lutherischer Gottesdienst fand ab 1713 in der preußischen Gesandtschaftskapelle statt, seit 1767 in einem hölzernes Bethaus bei der dänischen Gesandtschaft. |
|      | Wengrow – Sadoles             | 3.900                  | Trinitatiskirche in Wengrow, erbaut 1841. An Stelle der 1769 abgebrannten Kirche wurde im gleichen Jahr eine neue Holzkirche erbaut, die später als Friedhofskapelle diente (Foto). | 17. Jahrhundert           | 1650 wurde eine hölzerne Simultankirche (templum simultaneum) für Reformierte und Lutheraner fertiggestellt, die 1769 durch Brand zerstört wurde. 1831 gründeten deutsche Kolonisten auf den Gütern des Grafen Zamoisky die Filialgemeinde Sadoles. |
|      | Lublin – Konskawola           | 4.594                  | Kirchweihe 5. Oktober 1788. | 2. Hälfte 18. Jahrhundert | Die Filialgemeinde Konskawola (heute Końskowola) entstand 1841. |
|      | Kielce – Dombrowa – Przedborz | 1.608                  | Kirche in Kielce, erbaut 1837. | 1837                      | Die Gemeinde Kielce wurde 1837 aus Radom ausgegliedert. Die größte eingepfarrte deutsche Kolonie war Antonielów. Bergleute aus Sachsen und dem Harz gründeten 1825 die Kirchengemeinde Bendzin bzw. Dombrowa, die Protestanten im Dombrowaer Kohlebecken (1840 insgesamt 232 Personen, hauptsächlich in Bendzin, Dombrowa – 111 im Jahr 1841 – und in der Kolonie Reden) umfasste. Bis 1840 wurde sie durch Geistliche aus Tarnowskie Góry versorgt. In Przedborz bildeten die Arbeiter der dortigen Tuchfabrik 1825 eine lutherische Gemeinde, die durch Pfarrer von Tomaszow, Petrikau oder Kielce versorgt wurde. Anfänglich wurde sie ähnlich wie die Gemeinde in Żarki als illegal betrachtet. Offiziell wurde Przedborz zur Filialgemeinde von Kielce im Jahr 1857. In den 1860er Jahren verlor die Filialgemeinde Mitglieder zugunsten von Wielkowola bei Paradyz. |
|      | Radom                         | 3.105                  | Die 1250 erbaute Pfarrkirche war ursprünglich Filialkirche der Benediktinerabtei Sieciechow und wurde 1826 für die sich konstituierende evangelische Gemeinde angekauft.            | 1826                      | Im Jahr 1826 wurde Radom zur ersten evangelischen Gemeinde zwischen den Flüssen Pilica im Westen und Weichsel im Osten, umfassend die ganze Woiwodschaft Sandomir. Anfänglich gab es in der Stadt und in der Umgebung insgesamt 761 Protestanten, in der Woiwodschaft 1442. 1830 wurde Juliusz Krause zum ersten Pastor, der auf Polnisch und Deutsch predigte. 1838 bis 1839 wurde Teil des Territoriums der Gemeinde von Radom an die neue Gemeinde in Kielce ausgegliedert. In den 1840er Jahren entstanden die Filialen in Kozienice und Jawor. |
|      | Pilica                        | 3.511                  | Die 1828 zunächst für die katholischen Einwohner erbaute Kapelle wurde der evangelischen Gemeinde durch Prinz Adam von Württemberg, Besitzer der Herrschaft Pilica, geschenkt.      | 1837                      | |
|      | Stara-Iwiczna                 | 2.646                  | | 1857                      | 1846 wurde in Stara-Iwiczna eine Filialgemeinde von Pilica gegründet, die auch nach der Gründung eines eigenen Kirchspiels weiter von den dortigen Geistlichen versorgt wurde. |
|      | Nowydwor (Neuhof)             | 1.896                  | 1806 erhielten die Gemeinde den oberen Stock eines ehemaligen Wollmagazins als Gottesdienstraum, 1826 das ganze Gebäude.                                                            | 1782                      | Nowydwor wurde 1782 als Siedlung für Tuchfabrikanten und Färber gegründet, die Religionsfreiheit erhielten. |
|      | Radzymin                      | 1.838                  | | 1844                      | Für Kolonisten auf den Gütern des Grafen Zamoisky (Herrschaft Renczaje) gegründet, vom Pastor zu Nowydwor versorgt. |
|      | Wiskitki                      | 2.776                  | Neogotische Trinitatiskirche in Wiskitki, erbaut 1855 bis 1857. | 1805                      | Die Kirchengemeinde Wiskitki bei Żyrardów entstand in der 2. Hälfte des 18. Jahrhunderts und wurde zunächst von Geistlichen aus Ilow bereist. 1805 gründete die preußische Regierung das Kirchspiel Wiskitki. Die industrielle Stadt Żyrardów entwickelte sich stark nach dem 1833 und wurde schon im Jahr 1844 als neuer Sitz der Gemeinde geplant, aber die Kirche wurde noch in Wiskitki erbaut. |
|      | Lowicz – Kutno                | 3.590                  | Kirche in Lowicz, erbaut 1838. | 1836                      | Zuerst Filial von Wiskitki. |
|      | Ilow                          | 3.120                  | Kirchweihe am 1. Sonntag im Advent 1861. | 1775                      | Eine hölzerne Kirche wurde 1860 wegen Baufälligkeit abgerissen. |
|      | Rawa – Blendow                | 3.464                  | Kirche in Rawa, erbaut 1829. | 1829                      | Die Filialgemeinde Blendow wurde 1839 gegründet. |
|      | Brzeziny                      | 4.114                  | Holzkirche von 1826, 1862 restauriert. | 1826                      | Das Kirchspiel wurde von Gräfin Isabella Oginska, Besitzerin der Stadt Brzeziny, gegründet. |

## Superintendentur Kalisch
Die Superintendentur Kalisch wurde 1828 durch kaiserlichen Ukas gegründet. Superintendenten waren:
- Ernst Johann August (von) Modl 1828–1860
- Franz Johann Ladislaus Stockmann seit 1861

| Bild | Kirchspiel                         | Gemeindeglieder (1865) | Kirchengebäude | Gründung | Beschreibung |
| ---- | ---------------------------------- | ---------------------- | --- | --- | --- |
|      | Kalisch                            | 2.029                  | Ehemalige Jesuitenkirche (erbaut 1583), von der preußischen Regierung 1797 der lutherischen Gemeinde geschenkt. | 1795 | |
|      | Sobiesenki                         | 1.490                  | Fachwerkkirche. | 1808 | 1808 wurde das Kirchspiel Iwanowice gegründet, der Pfarrsitz wurde 1818 nach Sobiesenki verlegt. |
|      | Wielun – Panki                     | 2.704                  | Die 1620 erbaute Kirche des ehemaligen Bernhardinerinnenklosters wurde 1820 von der Regierung der evangelischen Gemeinde geschenkt (die Klostergebäude nutzte eine Fabrik) und nach Renovierung ab 1821 für den evangelischen Gottesdienst genutzt. | um 1800um | In Wielun bestand bis 1656 eine evangelische Gemeinde, die sich zu preußischer Zeit neu konstituierte. Die Filialgemeinde Panki wurde 1854 gegründet. |
|      | Belchatow – Pozdzienice            | 3.570                  | Die Kirche von Belchatow wurde in den Jahren 1828 bis 1832 erbaut. | 1836 | Die Gemeinde entstand 1805 durch eingewanderte Tuchmacher (in Belchatow) und Handwerker (in Grocholice), sowie (nach 1821) durch die Einwohner der großen Kolonien Kalduny und Myszaki. Sie wurde zunächst vom Pfarrer zu Petrikau versorgt. Bei der 1857 gegründeten Filialgemeinde Pozdzienice handelt es sich um Dörfer, die früher zum reformierten Kirchspiel Zelow gehörten.   |
|      | Prazuchy                           | 1.945                  | Die 1833 errichtete Kirche ersetzte einen Holzbau von 1808. | 1808 | Ein Zuzug evangelischer Hauländer setzte in der zweiten Hälfte des 18. Jahrhunderts ein. |
|      | Stawiszyn – Jozefowo               | 3.185                  | Hölzerne Trinitatiskirche, erbaut 1788. | 18. Jahrhundert | Eine hussitische Gemeinde böhmischer Auswanderer, die schon im 15. Jahrhundert bestand, ist in der lutherischen Gemeinde aufgegangen. Die Filialgemeinde Jozefowo entstand 1843. |
|      | Grodziec                           | 4.836                  | Die St.-Petri- und Pauli-Kirche aus Fachwerk wurde 1797 erbaut und zu einem unbekannten Zeitpunkt durch eine neogotische Kirche ersetzt. | 1797 | |
|      | Zagorow – Lissewo – Peisern        | 2.420                  | | 1859 | Von 1833 bis 1858 Filial von Grodziec, danach vom Pastor zu Stawiszyn versorgt. |
|      | Konin – Maslaki                    | 4.889                  | 1824 hatte die Gemeinde eine baufällige hölzerne katholische Kirche in Konin erworben, die 1856 durch einen steinernen Neubau ersetzt wurde. | 1826 | Da es in der Nachbarschaft von Konin die reformierte Parochie Zychlin gab, genehmigte das unierte Konsistorium die Gründung einer lutherischen Parochie Konin zunächst nicht. Die Filialgemeinde Maslaki wurde 1842 gegründet. |
|      | Wladyslawow                        | 2.150                  | Die hölzerne Kirche wurde 1811 bis 1812 erbaut. | um 1770um | |
|      | Dombie                             | 3.853                  | Die steinerne Kirche wurde 1806 erbaut. | 1800 | |
|      | Turek – Kolo                       | 3.420                  | Kirche in Turek, erbaut 1851. | 1845 | 1827 als Filial von Wladyslawow gegründet. Die Filialgemeinde Kolo ist eine Gründung von 1843. |
|      | Alexandrow – Huta-Bardzinska       | 4.915                  | Die Kirche in Alexandrow wurde in den Jahren 1826 bis 1828 erbaut. | 1800 | 1800 gründete der Gutsherr Raphael von Bratoszewski auf seinen Ländereien in Groß Bruzyca die gleichnamige evangelische Gemeinde. Der Pfarrsitz wurde 1818 in die benachbarte neue Textilstadt Alexandrow verlegt. Die Filialgemeinde Huta-Bardzinska wurde 1845 gegründet. |
|      | Konstantynow – Poddembice          | 5.866                  | Kirchweihe 14. Dezember 1834. | 1829 | Auch Konstantynow ist eine in kongresspolnischer Zeit neu angelegte Textilstadt. Die Filialgemeinde Poddembice geht auf das Jahr 1838 zurück. |
|      | Pabianice                          | 3.099                  | Kirche in Pabianice, erbaut 1827. | 1827 | |
|      | Zdunskawola – Lask                 | 5.576                  | Fachwerkkirche in Zdunskawola aus dem Jahr 1831; Holzkirche in Lask (Foto), erbaut 1809. | 1831 | Die Filialgemeinde Lask wurde 1809 gegründet und war bis 1831 selbständig. |
|      | Tomaszow – Wielka-Wola             | 3.890                  | Kirche in Tomaszow, erbaut 1833. | 1830 | Die Filialgemeinde Wielka-Wola bei Paradyz wurde 1853 gegründet und in den 1860er Jahren übernahm ein Teil der Mitglieder der Filialgemeinde in Przedborz. |
|      | Piotrkow – Pilica                  | 3.703                  | Der evangelischen Gemeinde wurde von der südpreußischen Regierung die ehemalige Klosterkirche der Piaristen zugewiesen, die nach zwischenzeitlicher Profanierung seit 1817 wieder für den Gottesdienst genutzt werden konnte.                       | (um 1800?) 1827 Offiziell bestand die Gemeinde ab 1857, als es 26 evangelische Familien (157 Personen) gab. 1876 wurde Pilica zur Filialgemeinde von Kielce. | |
|      | Kleszczow – Dziepulc – Czenstochau | 5.041                  | Kirche in Kleszczow, erbaut 1843. | 1847 | 1837 wurde Kleszczow Filialgemeinde von Belchatow. Eine Filialgemeinde bestand 1841 in Felixow und 1842 in Radomsko, seit 1851 in Dziepulc. In südpreußischer Zeit gegründete Gemeinden in der Gegend von Czenstochau wurden nach Abzug der preußischen Truppen von Schlesien aus versorgt. 1846 entstand eine Filialgemeinde in Czornilas, die 1854 nach Czenstochau verlegt wurde. |

## Superintendentur Plock
Die Superintendentur Plock wurde 1828 durch kaiserlichen Ukas gegründet. Superintendenten waren:
- Johann Karl Hevelke 1828–1836
- Ignatius Karl Wilhelm von Börner seit 1836

| Bild | Kirchspiel                      | Gemeindeglieder (1865) | Kirchengebäude | Gründung | Beschreibung                                                                                              |
| ---- | ------------------------------- | ---------------------- | --- | -------- | --- |
|      | Plock – Dobrzyn an der Weichsel | 3.615                  | Im 17. Jahrhundert erbaute ehemalige Dominikanerkirche.                                                                      | 1804     | Die Filialgemeinde Dobrzyn ist eine Gründung von 1838.                                                    |
|      | Ossowka                         | 4.736                  | | 1838     | Filial von Lipno.                                                                                         |
|      | Lipno                           | 5.353                  | 1800 Bau einer Kirche mit Nutzung zweier Privathäuser; neogotischer Kirchenneubau ab 1865                                    | 1799     | Der Pfarrsitz der schon vor 1782 bestehenden Gemeinde wurde 1799 vom Dorf Bialowiscyn nach Lipno verlegt. |
|      | Sierpc                          | 3.001                  | | 1837     | |
|      | Wyszogrod – Plonsk – Secymin    | 4.043                  | Ehemalige Franziskanerkirche, 1805 der Gemeinde übergeben.                                                                   | 1805     | Filial Plonsk 1840, Filial Secymin 1846.                                                                  |
|      | Michalki                        | 4.584                  | Holzkirche, Baujahr unbekannt.                                                                                               | 1784     | |
|      | Przasnysz – Mlawa               | 3.942                  | Kirche in Przasnysz, erbaut 1824. Die Kirche in Mlawa war 1867 nicht fertiggestellt.                                         | 1835     | Filial Mlawa 1835.                                                                                        |
|      | Pultusk – Nasielsk              | 4.039                  | 1847 wurde die Ruine der ehemaligen katholischen Marienkirche angekauft und bis 1864 restauriert.                            | 1848     | 1842 wurde Pultusk Filial von Wyszogrod. 1840 wurde die Filialgemeinde Nasielsk gegründet.                |
|      | Gombin                          | 3.092                  | 1829 erbaute steinerne Kirche.                                                                                               | 1825     | |
|      | Gostynin                        | 4.628                  | Bau der Kirche 1824–1825. | 1825     | |
|      | Chodecz                         | 3.098                  | 1813 erbaute steinerne Kirche.                                                                                               | 1801     | |
|      | Sompolno                        | 4.954                  | Bau der Kirche 1828–1848. | 1840     | |
|      | Babiak                          | 2.558                  | Nach Brand des hölzernen Vorgängerbaus 1823 erbaute steinerne Kirche.                                                        | 1796     | |
|      | Przedecz                        | 2.087                  | Die Kirche war durch Umbau eines alten Starosten-Schlosses in den Jahren 1824–1827 entstanden.                               | 1827     | |
|      | Ozorkow – Lenczyca              | 3.750                  | Trinitatiskirche in Ozorkow, 1840–1842 an Stelle einer Holzkirche erbaut. Holzkirche in Lenczyca seit 1853.                  | 1826     | Filial Lenczyca 1838.                                                                                     |
|      | Zgierz                          | 4.538                  | Die Kirche wurde 1824 erbaut.                                                                                                | 1824     | |
|      | Lodz                            | 13.4120                | Die Kirche wurde 1826–1828 erbaut.                                                                                           | 1826     | |
|      | Nowosolna                       | 3.110                  | Holzkirche, 1846 erbaut. | 1838     | Bis 1838 Filial von Lodz.                                                                                 |
|      | Wloclawek                       | 1.522                  | Die ehemals katholische St.-Adalbert-Kirche, eine 1639 erbaute Holzkirche, wurde 1821 der evangelischen Gemeinde abgetreten. | 1829     | |
|      | Nieszawa                        | 2.136                  | | 1838     | |
|      | Nowawies                        | 1.804                  | | 1842     | |

## Superintendentur Augustowo
Die Superintendentur Augustowo wurde 1849 gegründet; die Parochien hatten bis dahin zur Superintendentur Plock gehört. Superintendent war:
- David Bergmann seit 1851.

| Bild | Kirchspiel                                  | Gemeindeglieder (1865) | Kirchengebäude | Gründung | Beschreibung |
| ---- | ------------------------------------------- | ---------------------- | --- | -------- | --- |
|      | Szaki – Sudargi (Jansborg)                  | 5.626                  | Ehemaliges Wohnhaus des Gutsbesitzers zu Szaki von 1809, 1842 zur Kirche umgebaut (Foto). Die Holzkirche in Sudargi wurde 1842 gebaut.                                                                                              | 1842     | |
|      | Godlewo – Preny                             | 3.335                  | 1814–1816 erbaute Holzkirche. | 1818     | |
|      | Wierzbolow (Werballen) – Wladyslawow        | 3.985                  | 1861 erbaute Kirche in der Filialgemeinde Wladyslawow. | 1844     | Die Gemeindeglieder waren zu einem großen Teil Nachkommen evangelischer Salzburger, die von Ostpreußen nach Polen übergesiedelt waren. |
|      | Maryampol – Kalwarya – Wilkowyszki – Sereje | 6.473                  | Ein 1806 erbautes Magazin wurde 1821 als evangelische Kirche eingerichtet; 1841 wurde ein Kirchenneubau eingeweiht. Auch in Kalwarya wurde ein Magazin als Kirche genutzt; Neubau von 1858. Fachwerkkirche in Wilkowyszki von 1836. | 1827     | Filial Kalwarya 1832; Filial Wilkowyszki 1833; Filial Sereje 1851.                                                                     |
|      | Wizajny – Wisztyniek                        | 4.762                  | Holzkirche von 1814 im Dorf Klajpede, steinerner Neubau nach Brand 1844; schon nach vier Jahren als Ruine aufgelassen. Im Dorf Wisztyniec gab es eine 1851 erbaute steinerne Kirche (Foto), in Wizajny dagegen keinen Kirchenbau.   | 1842     | Filial Wisztyniec 1842. |
|      | Suwalki – Sejny – Augustowo                 | 4.756                  | Kirche in Suwalki, erbaut 1841. | 1838     | 1802 Gründung der Parochie Chmielowka, 1838 wurde der Pfarrsitz nach Suwalki verlegt. Filial Sejny 1844, Filial Augustowo 1842.        |
|      | Lomza – Szcuczyn                            | 1.870                  | 1853 wurde der Gemeinde die ehemalige Jesuitenkirche (ein Bau des 18. Jahrhunderts) in Lomza überlassen, die nach Renovierung 1855 eingeweiht wurde.                                                                                | 1843     | Die Gemeinde in Lomza wurde 1838 als Filial von Groß-Paproc gegründet. Filial Szuczyn 1840.                                            |
|      | Groß-Paproc (Paproc Duza)                   | 1.908                  | Steinerner Kirchenbau von 1841. | 1837     | |